# Famiglia Griqua
La famiglia di asteroidi Griqua è una famiglia di asteroidi della fascia principale del sistema solare caratterizzati da orbite con semiassi maggiori compresi tra 3,1 e 3,27 AU. Gli asteroidi di questo gruppo hanno tutti eccentricità orbitale superiore a 0,35. La famiglia deve il suo nome all'oggetto principale che vi appartiene, l'asteroide Griqua, appunto.
Le orbite degli oggetti appartenenti alla famiglia presentano un fenomeno di risonanza orbitale 1:2 con Giove. Per tale motivo, le loro orbite sono instabili e, venendo gradualmente perturbate nel corso dei millenni, finiscono con l'intersecare le orbite di Marte o Giove.

## Prospetto
Segue un prospetto dei principali asteroidi appartenenti alla famiglia.
| Nome | Nome         | Semiasse maggiore | Eccentricità orbitale |
| ---- | ------------ | ----------------- | --------------------- |
| 1362 | Griqua       | 3,22167           | 0,36982               |
| 8373 | Stephengould | 3,28188           | 0,55356               |